# 海員國籍及身份證明書

一本1973年发行的海員國籍及身份證明書

海員國籍及身份證明書（英語：Hong Kong Seaman's Identity Book）是發給英籍，包括英國公民、英國屬土公民、英國國民（海外）等的香港海員，外表為一本黑簿，封面印上香港殖民地紋章。香港主權移交後已停止簽發，現時仍有效的海員國籍及身份證明書身份證明書可繼續使用，直至有效期滿為止。